# Колле-Санніта
Колле-Санніта (італ. Colle Sannita) — муніципалітет в Італії, у регіоні Кампанія,  провінція Беневенто.
Колле-Санніта розташоване на відстані близько 210 км на схід від Рима, 80 км на північний схід від Неаполя, 27 км на північ від Беневенто.
Населення — 2454 особи (2014).
Щорічний фестиваль відбувається 23 квітня. Покровитель — святий Юрій.

## Демографія
Населення за роками:

Станом на 1 січня 2023 року в муніципалітеті офіційно проживало 47 іноземців з 14 країн, серед них 7 громадян країн Євросоюзу та 3 громадяни України.

## Сусідні муніципалітети
- Базеліче
- Кастельпагано
- Кастельветере-ін-Валь-Форторе
- Чирчелло
- Реїно
- Ричча
- Сан-Марко-дей-Кавоті